# 2003年の日本
2003年の日本（2003ねんのにほん）では、2003年（平成15年）の日本の出来事・流行・世相などについてまとめる。

## 他の紀年法
日本では、西暦の他にも以下の紀年法を使用している。なお、以下の紀年法は西暦と月日が一致している。
- 元号
  - 平成15年
- 神武天皇即位紀元
  - 皇紀2663年
- 干支
  - 癸未（みずのと ひつじ）

## カレンダー
| 1月 |    |    |    |    |    |    |
| 日  | 月 | 火 | 水 | 木 | 金 | 土 |
|     |    |    | 1  | 2  | 3  | 4  |
| 5   | 6  | 7  | 8  | 9  | 10 | 11 |
| 12  | 13 | 14 | 15 | 16 | 17 | 18 |
| 19  | 20 | 21 | 22 | 23 | 24 | 25 |
| 26  | 27 | 28 | 29 | 30 | 31 |    |
|     |    |    |    |    |    |    |

| 2月 |    |    |    |    |    |    |
| 日  | 月 | 火 | 水 | 木 | 金 | 土 |
|     |    |    |    |    |    | 1  |
| 2   | 3  | 4  | 5  | 6  | 7  | 8  |
| 9   | 10 | 11 | 12 | 13 | 14 | 15 |
| 16  | 17 | 18 | 19 | 20 | 21 | 22 |
| 23  | 24 | 25 | 26 | 27 | 28 |    |
|     |    |    |    |    |    |    |

| 3月 |    |    |    |    |    |    |
| 日  | 月 | 火 | 水 | 木 | 金 | 土 |
|     |    |    |    |    |    | 1  |
| 2   | 3  | 4  | 5  | 6  | 7  | 8  |
| 9   | 10 | 11 | 12 | 13 | 14 | 15 |
| 16  | 17 | 18 | 19 | 20 | 21 | 22 |
| 23  | 24 | 25 | 26 | 27 | 28 | 29 |
| 30  | 31 |    |    |    |    |    |
|     |    |    |    |    |    |    |

| 4月 |    |    |    |    |    |    |
| 日  | 月 | 火 | 水 | 木 | 金 | 土 |
|     |    | 1  | 2  | 3  | 4  | 5  |
| 6   | 7  | 8  | 9  | 10 | 11 | 12 |
| 13  | 14 | 15 | 16 | 17 | 18 | 19 |
| 20  | 21 | 22 | 23 | 24 | 25 | 26 |
| 27  | 28 | 29 | 30 |    |    |    |
|     |    |    |    |    |    |    |

| 5月 |    |    |    |    |    |    |
| 日  | 月 | 火 | 水 | 木 | 金 | 土 |
|     |    |    |    | 1  | 2  | 3  |
| 4   | 5  | 6  | 7  | 8  | 9  | 10 |
| 11  | 12 | 13 | 14 | 15 | 16 | 17 |
| 18  | 19 | 20 | 21 | 22 | 23 | 24 |
| 25  | 26 | 27 | 28 | 29 | 30 | 31 |
|     |    |    |    |    |    |    |

| 6月 |    |    |    |    |    |    |
| 日  | 月 | 火 | 水 | 木 | 金 | 土 |
| 1   | 2  | 3  | 4  | 5  | 6  | 7  |
| 8   | 9  | 10 | 11 | 12 | 13 | 14 |
| 15  | 16 | 17 | 18 | 19 | 20 | 21 |
| 22  | 23 | 24 | 25 | 26 | 27 | 28 |
| 29  | 30 |    |    |    |    |    |
|     |    |    |    |    |    |    |

| 7月 |    |    |    |    |    |    |
| 日  | 月 | 火 | 水 | 木 | 金 | 土 |
|     |    | 1  | 2  | 3  | 4  | 5  |
| 6   | 7  | 8  | 9  | 10 | 11 | 12 |
| 13  | 14 | 15 | 16 | 17 | 18 | 19 |
| 20  | 21 | 22 | 23 | 24 | 25 | 26 |
| 27  | 28 | 29 | 30 | 31 |    |    |
|     |    |    |    |    |    |    |

| 8月 |    |    |    |    |    |    |
| 日  | 月 | 火 | 水 | 木 | 金 | 土 |
|     |    |    |    |    | 1  | 2  |
| 3   | 4  | 5  | 6  | 7  | 8  | 9  |
| 10  | 11 | 12 | 13 | 14 | 15 | 16 |
| 17  | 18 | 19 | 20 | 21 | 22 | 23 |
| 24  | 25 | 26 | 27 | 28 | 29 | 30 |
| 31  |    |    |    |    |    |    |
|     |    |    |    |    |    |    |

| 9月 |    |    |    |    |    |    |
| 日  | 月 | 火 | 水 | 木 | 金 | 土 |
|     | 1  | 2  | 3  | 4  | 5  | 6  |
| 7   | 8  | 9  | 10 | 11 | 12 | 13 |
| 14  | 15 | 16 | 17 | 18 | 19 | 20 |
| 21  | 22 | 23 | 24 | 25 | 26 | 27 |
| 28  | 29 | 30 |    |    |    |    |
|     |    |    |    |    |    |    |

| 10月 |    |    |    |    |    |    |
| 日   | 月 | 火 | 水 | 木 | 金 | 土 |
|      |    |    | 1  | 2  | 3  | 4  |
| 5    | 6  | 7  | 8  | 9  | 10 | 11 |
| 12   | 13 | 14 | 15 | 16 | 17 | 18 |
| 19   | 20 | 21 | 22 | 23 | 24 | 25 |
| 26   | 27 | 28 | 29 | 30 | 31 |    |
|      |    |    |    |    |    |    |

| 11月 |    |    |    |    |    |    |
| 日   | 月 | 火 | 水 | 木 | 金 | 土 |
|      |    |    |    |    |    | 1  |
| 2    | 3  | 4  | 5  | 6  | 7  | 8  |
| 9    | 10 | 11 | 12 | 13 | 14 | 15 |
| 16   | 17 | 18 | 19 | 20 | 21 | 22 |
| 23   | 24 | 25 | 26 | 27 | 28 | 29 |
| 30   |    |    |    |    |    |    |
|      |    |    |    |    |    |    |

| 12月 |    |    |    |    |    |    |
| 日   | 月 | 火 | 水 | 木 | 金 | 土 |
|      | 1  | 2  | 3  | 4  | 5  | 6  |
| 7    | 8  | 9  | 10 | 11 | 12 | 13 |
| 14   | 15 | 16 | 17 | 18 | 19 | 20 |
| 21   | 22 | 23 | 24 | 25 | 26 | 27 |
| 28   | 29 | 30 | 31 |    |    |    |
|      |    |    |    |    |    |    |

## 在職者
- 天皇: 明仁
- 内閣総理大臣: 小泉純一郎（自由民主党）
- 内閣官房長官: 福田康夫（自由民主党）
- 最高裁判所長官: 町田顯
- 衆議院議長: 10月10日まで綿貫民輔（自由民主党）、11月19日より河野洋平（自由民主党）
- 参議院議長: 倉田寛之（自由民主党）
- 国会: 第156回 (常会, 1月20日-7月28日)、第157回 (臨時会, 9月26日-10月10日)、第158回 (特別会, 11月19日-21日)

## 世相
- スローライフの考えが普及し、地方において都市の高齢者のセカンドライフを誘致する動きが活発に見られた。
- 中国各地で重症急性呼吸器症候群（SARS）が流行し、日本国内においても旅行のキャンセルが相次ぐなど混乱が発生し、社会は不安に揺れた。
- 自殺者数が戦後史上最悪の3万4,227人に達する。

### 2003年の流行語
「毒まんじゅう」（野中広務）、「なんでだろう〜」（テツandトモ）、「マニフェスト」が新語・流行語大賞の年間大賞を受賞した（その他の受賞語は後節「#流行語」も参照）。

### 2003年の漢字
「虎」・・・阪神タイガースが18年ぶりとなるリーグ優勝を果たしたことから。

### 周年
- 1月3日 - 『ゲゲゲの鬼太郎』アニメ放送開始35周年。
- 1月28日 - 栃木女性教師刺殺事件から5年。
- 2月7日 - 1998年長野オリンピック開催5周年。
- 2月18日 - 北九州元漁協組合長射殺事件から5年。
- 2月20日 - 坂出送電塔倒壊事件から5年。
- 2月28日 - ビッグコミック（小学館）創刊35周年。
- 3月1日 - 横浜国際総合競技場（現日産スタジアム）開業5周年。
- 3月9日 - 関門トンネル開業35周年。
- 3月13日 - 青函トンネル開業15周年。
- 3月18日 - 東京ドーム開業15周年。
- 3月24日 - 徳川家康による江戸幕府開府から400周年。
- 3月28日 - 千葉都市モノレール開業15周年。
- 3月31日 - 営団地下鉄千代田線全線開業25周年。
- 4月2日 - 福岡ドーム開場10周年。
- 4月4日 - 横浜スタジアム開業25周年。
- 4月5日 - 明石海峡大橋（神戸淡路鳴門自動車道）開通5周年。
- 4月6日 - サンシャインシティ開業25周年。
- 4月10日 - 瀬戸大橋開通15周年。
- 4月15日 - 東京ディズニーランド開園20周年。
- 4月16日 - 『となりのトトロ』公開15周年。
- 4月25日 - 東名高速道路開通35周年。
- 5月15日 - Jリーグ10周年。
- 5月20日 - 成田国際空港開港25周年。
- 6月5日 - 国立国会図書館開館55周年。
- 6月9日 - 皇太子徳仁親王夫妻結婚10周年。
- 6月28日
  - 福井地震から55年。
  - 碧南市パチンコ店長夫婦殺害事件から5年。
- 7月8日 - マシュー・ペリー率いる黒船来航から150周年。
- 7月11日 - 週刊少年ジャンプ（集英社）創刊35周年。
- 7月15日 - 任天堂「ファミリーコンピュータ」発売から20周年。
- 7月25日 - 和歌山毒物カレー事件から5年。
- 7月30日 - 沖縄県の車両の通行区分が左側通行に戻されて（730）から25年。
- 8月1日 - 営団地下鉄半蔵門線開業25周年。
- 8月12日 - 日中平和友好条約締結から25年。
- 8月25日 - チキンラーメン （日清食品）発売45周年。
- 9月1日 - 人生ゲーム発売35周年。
- 9月17日 - 日朝首脳会談から1年。
- 10月3日 - それいけ!アンパンマン放送開始15周年。
- 10月8日 - 日韓共同宣言5周年。
- 10月21日 - ゲームボーイカラー発売5周年。
- 10月31日 - NACK5開局15周年。
- 11月15日 - 都営地下鉄浅草線全線開業45周年。
- 11月22日 - 関西テレビ放送開局45周年。
- 11月24日 - 伊勢市女性記者行方不明事件から5年。
- 11月26日 - 日中共同宣言発表から5年。
- 11月27日 - ドリームキャスト発売5周年。
- 12月16日 - 新潟総合テレビ開局35周年。
- 12月20日 - AIRDO初路線就航5周年。
- 12月25日
  - 東海テレビ放送開局45周年。
  - 奄美群島本土復帰50周年。
- 12月27日 - 都営地下鉄三田線開業35周年。

## できごと

### 通年
- 夏頃 - 1勝もあげられずに負け続ける競走馬・ハルウララが注目され、ハルウララブームが始まる[1][2]。

### 1月
- 1月9日 - 福岡県篠栗町で17歳の少年ら9人が同い年の土木作業員の少年に集団暴行を加えて殺害。
- 1月14日 - 小泉首相、靖国神社参拝[3]。
- 1月20日 - 第65代横綱貴乃花が引退[4]。
- 1月25日 - 群馬県前橋市のスナックで銃乱射事件が発生し、一般人3名を含む4名が死亡。2名が重傷。暴力団の抗争に関係する事件で、のちに実行役2名を含む暴力団員ら47名が逮捕される。
- 1月27日
  - 名古屋高裁金沢支部、高速増殖炉「もんじゅ」の設置許可を無効とする判決を下す。
  - 全日本空輸のボーイング767型機が成田国際空港でオーバーラン事故を起こした（全日空機成田空港オーバーラン事故）。
- 1月29日 - 朝青龍が第68代横綱に昇進（モンゴル人初の横綱誕生）[4]。
- 1月31日 - 汐留シティセンター竣工。

### 2月
- 2月3日 - 日本たばこ産業がD-Specの第1号商品として「ルーシア」を発売（現在は「ピアニッシモ」ブランドに統合）。
- 2月26日 - ヤクルト本社元社長（東京ヤクルトスワローズ元オーナー）の桑原潤が肝不全のため死去。

### 3月
- 3月3日 - 大和銀行とあさひ銀行が合併し、りそな銀行発足（あさひ銀行の埼玉県内の店舗は埼玉りそな銀行として分離）。
- 3月13日 - 富士ビル壁崩落事故。静岡県富士市の吉原商店街で解体中のビルの外壁が車道に向かって崩落し、下敷きになった乗用車に乗っていた2人と、作業員2人の計4人が死亡[5][6]。
- 3月17日 - 三井住友銀行とわかしお銀行が合併し、三井住友銀行発足（存続会社はわかしお銀行で、いわゆる逆さ合併）。
- 3月19日 - 営団半蔵門線水天宮前駅 - 押上駅間開通。東急田園都市線〜東武伊勢崎線・東武日光線の相互直通運転開始。
- 3月20日
  - 日本銀行総裁に福井俊彦が就任。
  - 米国がイラク戦争に踏み切ったことを受け小泉首相が記者会見し、正式に支持を表明[7]。
- 3月21日 - 3月29日 - 神奈川連続通り魔事件で4人死傷。4月17日に被疑者の男逮捕。
- 3月22日 - 第75回選抜高等学校野球大会が甲子園で開幕。
- 3月23日 - 宝塚歌劇団・星組トップコンビの香寿たつきと渚あきが『ガラスの風景』の東京宝塚劇場公演を退団（このほか、男役スターの夢輝のあ、朝澄けいなども退団した）。
- 3月24日 - 宮崎駿監督「千と千尋の神隠し」が第75回アカデミー賞長編アニメ映画賞を受賞。
- 3月25日 - 俳優・古尾谷雅人が自殺。
- 3月27日
  - 名古屋市営地下鉄上飯田線が開業。名鉄小牧線上飯田駅 - 味鋺駅間を地下化し名古屋市営地下鉄上飯田線と接続、両線の相互乗り入れ運転を開始。
  - 名古屋地区の鉄道・バス事業者で共通利用可能な乗車カード「トランパス」導入。
- 3月28日 - H-IIAロケット5号機が打ち上げられる。
- 3月30日
  - 高松自動車道が全線開通。
  - 兵庫県西宮市の阪神パーク甲子園住宅遊園が営業終了。
- 3月30日 - 4月1日 - 名古屋市連続通り魔殺傷事件で2人死傷。9月18日に被疑者の女逮捕。
- 3月31日
  - KDDI・沖縄セルラー電話が展開するauのPDCサービスが終了。
  - 第75回選抜高等学校野球大会の準々決勝第4試合・花咲徳栄対東洋大姫路戦は延長15回引き分けにより再試合。よって翌4月1日に予定されていた準決勝以後を1日順延し、同日は上述の再試合のみ開催。

### 4月
- 4月1日
  - 郵政事業庁が日本郵政公社に。
  - 株式会社エニックスと株式会社スクウェアが合併し、スクウェア・エニックスとなる。
  - 大島理森が農林水産大臣を辞任。
  - さいたま市が政令指定都市に移行（13番目）[3]。
  - 近畿日本鉄道が北勢線を三岐鉄道に譲渡。三岐鉄道北勢線となる。
- 4月3日 - 第75回選抜高等学校野球大会の決勝が阪神甲子園球場で行われ、広島代表の広陵が神奈川代表の横浜に15-3で勝利し1991年（第63回）以来12年ぶり3回目の優勝。
- 4月4日 - 宝塚歌劇団によって『花の宝塚風土記／シニョール ドン・ファン』（第89期生の初舞台公演）が上演される。
- 4月7日 - 兵庫県宝塚市の宝塚ファミリーランドが営業終了。
- 4月13日 - 第15回統一地方選挙の前半選である都道県知事選挙と道府県議会選挙、政令指定都市市長選挙と市議選の投票日。東京都では石原慎太郎都知事が大差で圧勝[3]。
- 4月15日 - 東京ディズニーランドが開園20周年を迎えた。
- 4月16日
  - エフエムいずも（周波数80.1MHz）が放送開始。
  - 品川グランドコモンズが竣工。
- 4月20日 - Motoレーサー・加藤大治郎がレース中に事故死。
- 4月23日 - オリックスの石毛宏典監督、成績不振を理由に解任される。後任にレオン・リー打撃コーチが昇格。
- 4月25日 - 六本木ヒルズがグランドオープン。
- 4月27日 - 第15回統一地方選挙の後半選である市区町村長選挙と市区町村議会選挙の投票日。
- 4月28日
  - 岐阜県の山奥でパナウェーブ研究所と名乗る白装束の集団がワゴン車などを林道に停めて占拠。
  - 日経平均株価が7,607円88銭の大底を記録（1982年来の安値水準）。以後、急反発し10月には一時11,000円台まで回復。

### 5月
- 5月9日 - 小惑星探査機「はやぶさ」、宇宙科学研究所 (ISAS)によって内之浦宇宙空間観測所よりM-Vロケット5号機により打ち上げ。（2010年6月13日、地球に帰還）
- 5月19日 - 国立歴史民俗博物館、弥生時代の始まりがこれまでより500年早い紀元前1000年頃からとする説を発表。
- 5月20日 - 村上正邦KSD事件の受託収賄の罪で、東京地裁で懲役2年2ヶ月、追徴金約7288万円の実刑判決を受ける[8]。
- 5月22日 - プロスキーヤーの三浦雄一郎、世界最高齢（70歳）でのエベレスト登頂に成功。
- 5月23日 - 個人情報保護法が参議院本会議で可決され、成立する。
- 5月26日 - 三陸南地震が発生。最大震度6弱[9]。

### 6月
- 6月6日 - 戦後はじめて有事法制が成立（有事関連三法）[10]。
- 6月10日 - 政府はりそなホールディングスに対して1兆9600億円の公的資金注入を決定。
- 6月11日
  - 安倍晋三官房副長官が北朝鮮の工作船を視察。
  - 日本の長期金利が過去最低の0.43%となった。この記録は2013年4月4日に破られた[11]。
- 6月14日 - 大阪府八尾市在住の親族3人が闇金融からの法外な取り立てを苦にして大和路線の踏切から列車に飛び込み自殺。
- 6月19日 - 早稲田大学のサークル「スーパーフリー」のメンバーが女子大生を泥酔させて集団で暴行したとしてメンバー5人が婦女暴行容疑で逮捕される。
- 6月20日 - 福岡一家4人殺害事件発生。中国人3人らによる犯行[9]。
- 6月22日 - 初めての100万人のキャンドルナイトが行われる。

### 7月
- 7月1日
  - 長崎男児誘拐殺人事件発生。
  - 食糧庁が廃止される。
  - 放送倫理・番組向上機構（BPO）設立。
- 7月2日 - 小泉首相が北朝鮮の工作船を視察。
- 7月5日 - 沖縄県北谷町で中学3年生の少年ら2人が中学2年生を殺害。
- 7月7日 - 能登空港開港。
- 7月8日
  - プロ野球の阪神タイガースに18年ぶりにマジックナンバー49が点灯。
  - 第5回ジャパンダートダービーで武豊騎乗のビッグウルフが優勝、武は同レース連覇を飾る。
- 7月9日
  - 長崎男児誘拐殺人事件で12歳の少年が補導される。
  - 茨城県猿島郡五霞町で夏祭りに行っていた東京都足立区在住の女子高生が殺害された遺体が発見される。
- 7月10日 - 新潟少女監禁事件の最高裁判所判決。懲役11年とした原審を破棄自判し、懲役14年とする。判決は確定。
- 7月15日 - 「ファミリーコンピュータ」が発売されてから20周年。
- 7月18日
  - 長崎県諫早市のJR九州長崎本線肥前長田駅 - 小江駅間で、特急列車かもめ46号（長崎発博多行き）が岩と衝突して脱線する事故。37人が重軽傷。
  - 元衆議院議員の辻元清美が秘書給与詐欺容疑で逮捕された。
  - 石原慎太郎東京都知事が九州南西海域工作船事件で沈没した北朝鮮の工作船を視察。
- 7月19日 - 『踊る大捜査線 THE MOVIE 2 レインボーブリッジを封鎖せよ!』が公開され、同作はこの年の日本映画では最高の興行成績を記録した。
- 7月20日
  - 九州地方で集中豪雨が発生、死者23人[9]。
  - 列車衝突事故により鉄道事業を休止した京福電気鉄道福井本社から路線を引き継いだえちぜん鉄道が運転開始。当初は勝山永平寺線（旧・越前本線）・三国芦原線ともに一部区間のみ運行開始、のち全線運行開始。
- 7月21日 - 世界水泳選手権100m平泳ぎで北島康介が世界新記録で優勝（7月24日、200m平泳ぎでも世界新記録で優勝し2冠達成）。
- 7月25日 - 渋谷連続通り魔事件で5人軽傷。8月6日に容疑者の男逮捕。
- 7月26日 - 「宮城県北部地震」宮城県北部で震度6クラスの地震が3回発生、負傷者700人以上、およそ5000戸の住宅が被害。

### 8月
- 8月1日 - Yahoo! BBスタジアムで行われたプロ野球（パ・リーグ）・オリックス・ブルーウェーブ対福岡ダイエーホークス第18回戦で、ダイエーが29対1の大差で勝利。当時のパ・リーグ最多点差記録を更新。
- 8月7日 - 第85回全国高等学校野球選手権大会が阪神甲子園球場で開幕。
- 8月10日 - 沖縄県那覇市内に沖縄都市モノレール線（ゆいレール）が開業。営業用としては戦後初の沖縄県の鉄道となる。
- 8月18日 - 埼玉県で熊谷男女4人殺傷事件発生。飲食店従業員が殺害され、同僚の3人が拉致され、その内の1人も死亡。少女ら3人を逮捕、主犯の男は2007年7月に死刑が確定し2010年7月28日に死刑執行。
- 8月23日 - 第85回全国高等学校野球選手権大会の決勝戦が甲子園で行われ、茨城県の常総学院が宮城県の東北に4対2で勝利し、初優勝。
- 8月25日 - 住民基本台帳ネットワークシステムが本格稼働。
- 8月31日 - 沖縄で非番中の自衛官が不発ロケット弾により爆死、後に大量の武器弾薬が同自衛官宅などで発見される。

### 9月
- 9月3日 - 国会議事堂に落雷。中央塔屋頂部が破損する。
- 9月9日 - 中日ドラゴンズの山田久志監督が成績不振を理由に解任。シーズン終了まで佐々木恭介が代行を務めた。
- 9月15日
  - 阪神が、18年ぶりセ・リーグの優勝決める[9]。
  - 滋賀県琵琶湖の志賀町沖約1.2kmでヨット転覆事故発生。船長とレジャー客11人の計12人が乗ったヨット「ファルコン」が転覆し、船長及び客5人の計6人が死亡、客1人が行方不明。戦後最悪のヨット転覆事故。
- 9月16日
  - 名古屋立てこもり放火事件発生。
  - 自民党総裁再選を受け、小泉再改造内閣が成立。
  - 新幹線100系がこの日の「ひかり309号」を最後に東海道新幹線での運行と16両編成での運行を終了（山陽新幹線・博多南線での4両・6両編成での運行はその後も2012年まで継続）。
- 9月21日 - 自民党幹事長に、安倍晋三官房副長官が就任[10]。
- 9月22日 - 小泉再改造内閣発足。
- 9月26日
  - 北海道釧路沖で地震が発生（2003年十勝沖地震）、死者1人、重軽傷者200人以上。
  - 自由党が野党第1党の民主党へ合流し、新たに「民主党」となる。
  - 読売ジャイアンツ（巨人）の原辰徳監督が辞任。
- 9月30日 - ダイエーが3年ぶりパ・リーグ優勝。

### 10月
- 10月1日
  - JRグループダイヤ改正
    - 東海道新幹線では東京駅 - 新横浜駅間に品川駅が開業し（在来線の品川駅に併設）、のぞみに自由席が設定される。
    - 磐越西線郡山駅 - 会津若松駅間の特急「あいづ」を廃止し快速「あいづライナー」を運行開始。
    - 瀬戸大橋線の快速「マリンライナー」を新車両に代替。従来のグリーン展望車が連結された213系から、2階建てグリーン車が連結された5000系・223系5000番台に置き換え。
    - 山口県の県庁所在地・山口市の最寄りの新幹線停車駅である小郡駅が新山口駅に改称される。

  - ジェイフォンが世界最大の携帯通信事業者、ボーダフォン（現ソフトバンクモバイル）にブランド変更。
  - 独立行政法人国民生活センター発足。
  - 千葉少女墓石撲殺事件発生。
- 10月8日
  - 東京工科大学において、東京工科大学片柳研究所開設、東京工科大学新学部発足記念式典が開催された。
  - プロ野球・中日ドラゴンズの監督にOBの落合博満が就任。
- 10月10日
  - 衆議院解散。
  - 最後の日本産トキ「キン」が死亡。
- 10月19日 - スティルインラブが桜花賞・オークス・秋華賞と、17年ぶり史上2頭目の牝馬三冠を達成。
- 10月24日
  - 日本テレビ社員による視聴率不正操作事件が発覚。
  - 三菱ふそうトラック・バスの欠陥隠しによる2002年1月10日に横浜市内で発生した母子死傷事故について、神奈川県警が業務上過失致死傷容疑で三菱自動車工業の本社などを家宅捜査。
  - 石原伸晃国土交通大臣から促された辞表提出を拒否し続けていた藤井治芳日本道路公団総裁が、日本道路公団法の規定によって解任された。
- 10月27日 - 日本シリーズで、ダイエーが阪神を破り4年ぶりの日本一に輝く。
- 10月28日 - 第43回衆議院総選挙が公示。メディアでは「政権選択の選挙」などと報道。
- 10月30日 - 阪神の星野仙一監督、体調不良を理由に勇退。
- 日付不詳 - 鳥インフルエンザ感染発生。

### 11月
- 11月1日
  - JR西日本の近畿圏でICカード「ICOCA」の運用開始。
  - 河内長野市家族殺傷事件。交際していた少年と少女がお互いの両親を殺害しようと計画して少年が実行。3人死傷。
- 11月3日 - ダイエー・小久保裕紀内野手が巨人に無償トレードされることが発表された。
- 11月9日 - 第43回衆議院議員総選挙、投票即日開票[10]。自民党、公明党、保守新党の与党3党、絶対安定多数を確保。民主党は議席を大幅に伸ばしたが政権獲得には届かず。一方社会民主党は、党首・土井たか子が小選挙区で落選する（比例区で復活）などもあり6議席、日本共産党も9議席とそれぞれ惨敗。
- 11月15日 - 大相撲第67代横綱・武蔵丸がこの日行われた九州場所7日目で土佐ノ海に敗れて3勝4敗となり、この日限りで現役引退[9]。
- 11月19日
  - 第43回衆議院議員総選挙で連立与党が絶対安定多数の議席を確保し、第二次小泉内閣が発足[10]。
  - 九州通信ネットワークがアステル九州のサービスを終了。PHS事業者初の撤退となる。
- 11月29日
  - H-IIAロケット6号機が打ち上げに失敗[9]。安全のため地上からの指令により爆破される。
  - イラク北部で日本大使館の公用車が襲撃され、日本人外交官の奥克彦と井ノ上正盛の2人が死亡[10]。
  - 地方銀行上位行の足利銀行（本店・栃木県宇都宮市）が、特別危機管理銀行の認定を受け経営破綻、一時国有化。
  - Jリーグ第2ステージ最終節で横浜F・マリノスが優勝。昨年のジュビロ磐田に続き2年連続で両ステージを制覇。
- 11月30日 - 可部線の可部駅 - 三段峡駅間がこの日の運行を最後に廃止。

### 12月
- 12月1日 - 地上デジタルテレビ放送が東京、大阪、名古屋で開始し、日本のテレビ放送は新しく動き出した[9]。
- 12月2日 - ジャーナリスト宅盗聴事件（武富士スキャンダル）で自ら指示を出していたとして武井保雄会長を逮捕[9]。
- 12月3日 - 本田技研工業が「オデッセイ」をモデルチェンジ。低床プラットフォーム化を実現。
- 12月11日 - 柔道・田村亮子がプロ野球・オリックスの谷佳知と結婚。
- 12月13日 - 名古屋市地下鉄4号線砂田橋駅 - 名古屋大学駅間が延伸開業。
- 12月14日 - 埼玉県入間市の暴力団事務所で、暴力団組長ら5名が射殺される。別の暴力団組長を逮捕。
- 12月15日 - 女優・広末涼子がモデル兼デザイナー・岡沢高宏と結婚。
- 12月18日 - 千葉県館山市内の民家に火のついた古新聞が投げ込まれて民家が全焼し、住民の一家4人が死亡した館山市一家4人放火殺人事件が発生した。犯人の男は2010年に死刑確定し東京拘置所収監中[12]。
- 12月24日 - 米国でのBSEの牛の発見を受け、日本政府が米国産牛肉・牛肉製品の輸入を停止[13]。

## 社会

### 経済
- 日本の国内総生産 - 501兆2501億円 （前年比 名目0.8%、実質2.0%）
- 東証株価指数
  - 始値 - 851.80
  - 最高値 - 1105.59（10月20日）
  - 最低値 - 770.62（3月11日）
  - 終値 - 1043.69
- 日経平均株価
  - 始値 - 8713円33銭
  - 最高値 - 11161円71銭（10月20日）
  - 最低値 - 7607円88銭（4月28日）
  - 終値 - 10676円64銭
- 円対ドル 為替レート
  - 始値-1ドル＝119円86銭
  - 最高値 - 1ドル＝121円86銭（3月??日）
  - 最低値 - 1ドル＝106円63銭（12月??日）
  - 終値 - 1ドル＝107円5銭
- 日本の貿易
  - 輸出総額 - ?兆?億円（前年比 +?%）
  - 輸入総額 - ?兆?億円（前年比 +?%）
- 日本経済のおもな出来事
  - 大手金融機関に対して、公的資金が投入される。
  - 6月から債券価格が暴落（VaRショック）

### 教育
- 新学習指導要領の実施（高校）

## 天候・天災・観測等

### 地震
各地で大きな地震が相次ぐ。
- 5月26日 - 宮城県沖を震源とする地震
- 7月26日 - 宮城県北部の地震
- 9月26日 - 十勝沖地震。北海道襟裳岬沖を震源とするマグニチュード8の十勝沖地震が早朝に発生。主に北海道に津波などの甚大な被害を与える。

### 天候・その他の天災
- 異常気象
  - 1993年（平成5年）以来10年ぶりの冷夏。各地で梅雨明けが大幅に遅れ、関東地方の梅雨明けは8月にずれ込み、東北地方の梅雨明けは特定できなかった。南西諸島、九州南部を除き全国的に冷夏となった。本州の8月の最高気温が20℃以下の日があった。秋は顕著な暖秋で、9月、10月が厳しい残暑となった他、11月は記録的な極端な高温となった。

季節ごとの気象状況
- 冬（前年12月〜2月）：初雪も全国的に比較的早く、1月を中心に寒波が南下し、寒い月となった。2月は大暖冬となったが、その後3月上旬に再び真冬並みの強い寒気が流れ込み、太平洋側の地方でも雪が降った。結果的に北日本では2年ぶりの「寒冬」であったが、東・西日本・南西諸島では2月が顕著な高温で推移したため「並冬」だった（気温は北・東日本は平年を下回ったが、西日本は平年を上回っている）。
- 春（3月〜5月）：気温は平年を上回った。ちなみに1982年、1983年の春と同様の暖春。
- 夏（6月〜8月）：気温は平年より1度から2度ほど下回った。1993年以来の冷夏だが、前年は平年並みだった。但し、8月下旬は残暑が厳しかった。
- 秋（9月〜11月)：残暑が厳しく気温は平年を上回った。

時系列（地震以外）
- 1月5日 - 強い寒波の襲来で日本海側大雪。特に西日本で積雪を観測した所が多く、鹿児島市では1986年（昭和61年）1月6日以来17年ぶり5cm以上の積雪が観測された。鹿児島市内では交通機関が混乱し、市内でも雪による死者が出た。
- 1月29日 - 非常に強い寒波の南下で再び大雪。紀伊半島や四国をはじめ、西日本太平洋側でも大雪になった。850hPaの-15℃線の寒気は西回りに中国地方まで南下し、日中にもかかわらず山陰沿岸で-6℃前後、瀬戸内沿岸で-3℃前後という異常な寒さで、平野部でも真冬日を観測した。
- 8月5日 - 東日本から西日本の広い範囲で雷を伴う大雨。栃木県と千葉県では1時間の雨量が100ミリを超えたほか、埼玉県では落雷による火災が16件発生。交通機関にも大きな影響を及ぼした。
- 9月11日 - 台風14号が宮古島を直撃。

## 文化と芸術

### 流行

#### 流行語
新語・流行語大賞
以下に本年の受賞語を列記する。なお、肩書きや役職などは受賞当時のものである。
- 年間大賞
  - 毒まんじゅう（野中広務 〈元衆議院議員〉）
  - 「なんでだろう〜」（テツandトモ）
  - マニフェスト（北川正恭 〈早稲田大学教授〉）
- トップテン入賞
  - 「勝ちたいんや!」（星野仙一 〈前阪神タイガース監督〉）
  - コメ泥棒
  - SARS
  - 年収300万円（森永卓郎 〈UFJ総合研究所経済・社会政策部長〉）
  - 『バカの壁』（養老孟司著書）
  - ビフォーアフター（テレビ朝日系『大改造!!劇的ビフォーアフター』）
  - 「へぇ〜」（フジテレビ系『トリビアの泉』）

#### ファッション
- アシンメトリースカート流行。
- バンドのないシリコン製ブラジャー、ヌーブラが流行。
- ナンバーロゴが流行。
- 三角ブラのビキニが流行。

### 建築

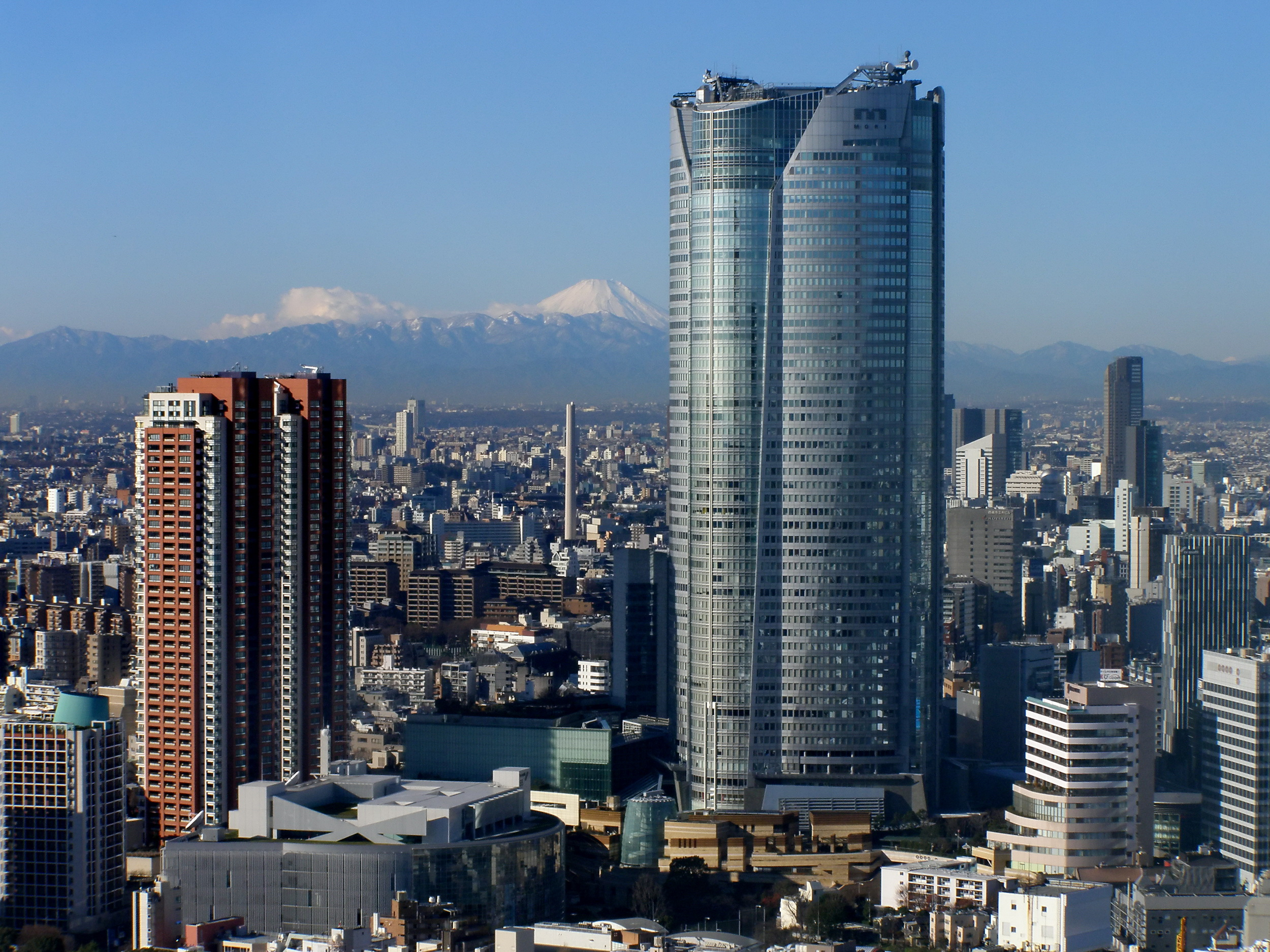
六本木ヒルズ

竣工

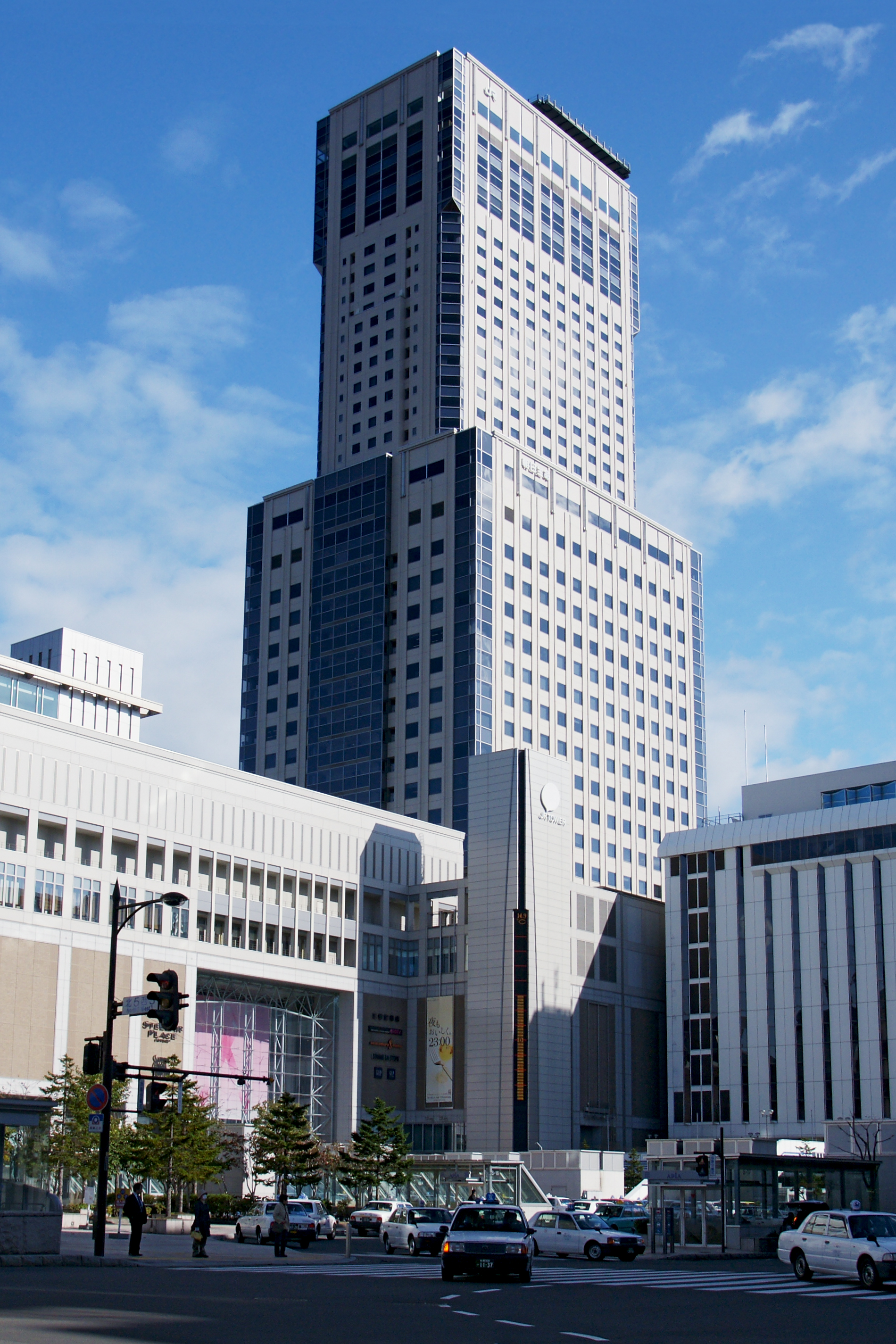
横浜アイランドタワー
- 3月
- 六本木ヒルズ、六本木ヒルズ森タワー
- JRタワー
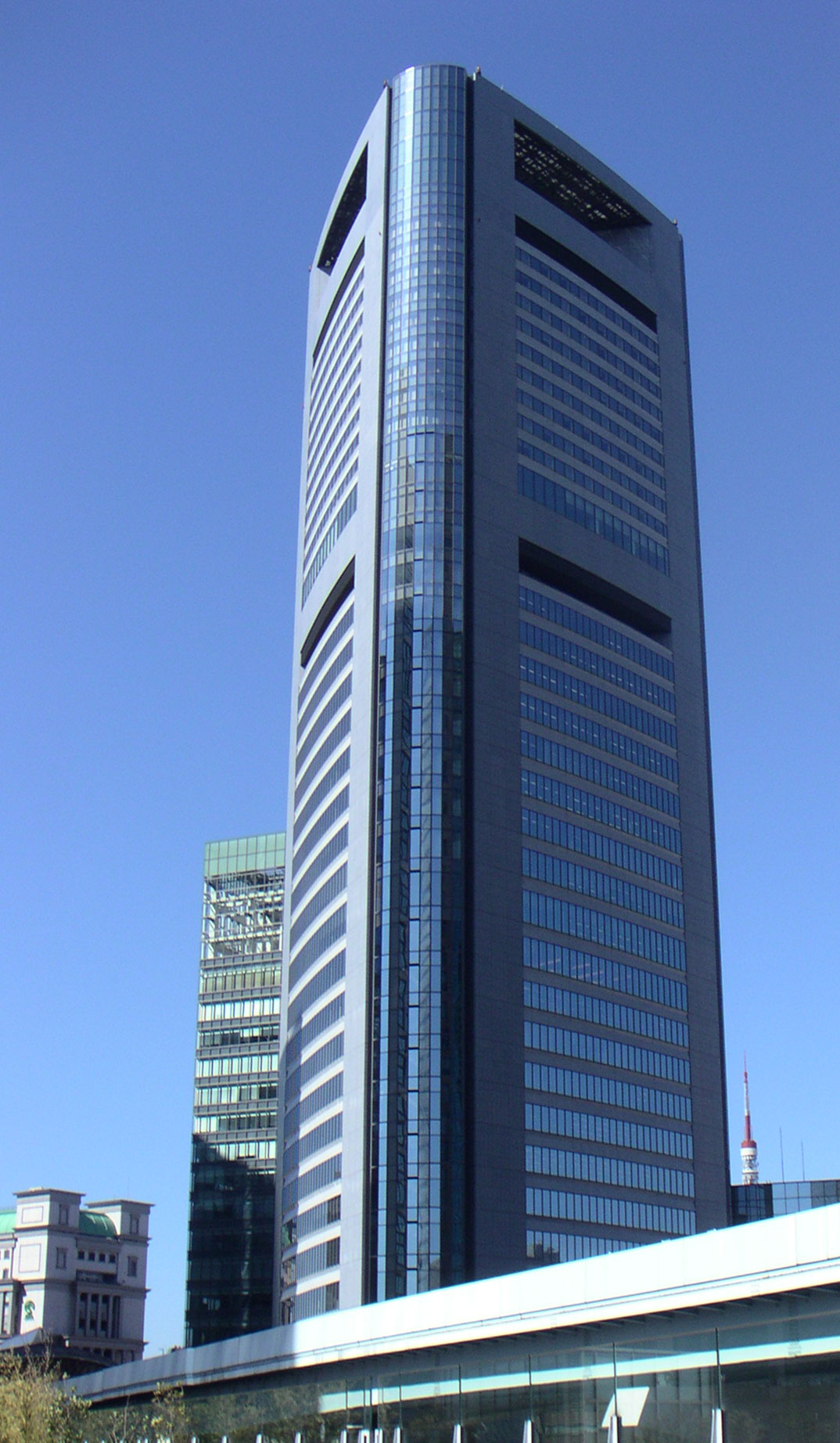
6月 - 汐留メディアタワー
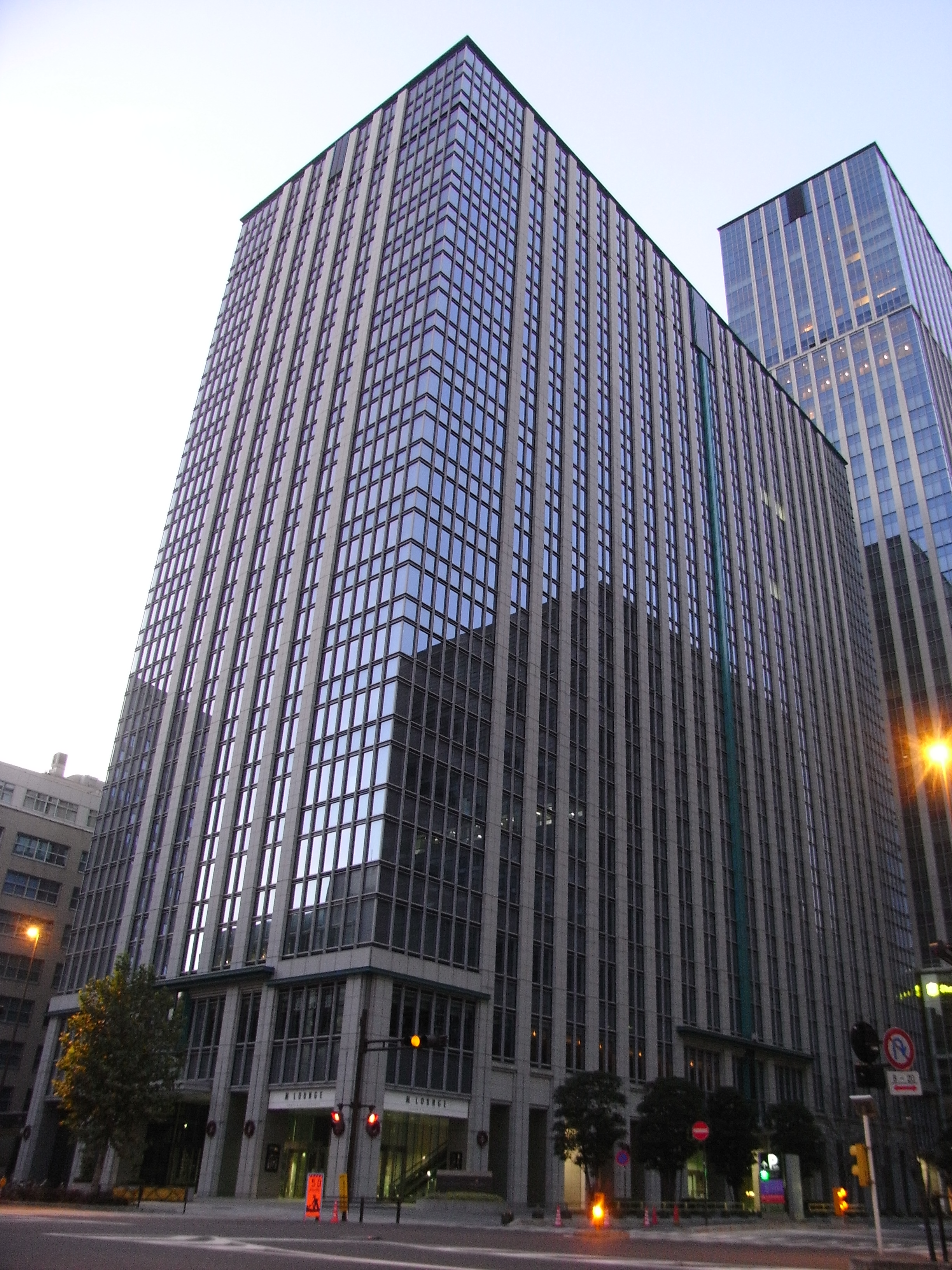
丸の内トラストシティ

- 9月
  - 丸の内トラストシティ
  - 六本木ティーキューブ

- JRタワー
- 汐留メディアタワー
- 丸の内トラストシティ

解体

### 音楽
- 「プロジェクトX〜挑戦者たち〜」主題歌として中島みゆき『地上の星』（2000年7月19日発売）がロングセラー。2002年末に『NHK紅白歌合戦』で歌われた効果で130週目で1位を獲得し、発売以降174週連続でオリコンシングル100位圏内チャートインを果たした。
- 青春パンクが中高生を中心に人気を集める。
- 1月8日 - 『タンデム』（HALCALI、1stシングル）
- 1月15日 - 『月のしずく』（RUI（柴咲コウ））。映画『黄泉がえり』の劇中歌・主題歌。
- 1月29日 - 『COLORS』（宇多田ヒカル）
- 2月14日 - 『明日への扉』（I WiSH））。 フジテレビ系「あいのり」主題歌。
- 2月19日 - 『Always』（光永亮太）。フジテレビ系月9ドラマ「いつもふたりで」主題歌。
- 3月5日 - 『さくら』（森山直太朗）
- 3月5日 -  SMAP、『世界に一つだけの花』がシングルカット。ダブルミリオンヒット（後に、2016年にトリプルミリオンヒット)。
- 3月5日 - 『real Emotion』（倖田來未）
- 3月12日 - 『ロストマン/sailing day』（BUMP OF CHICKEN）
- 3月26日 - 『IT'S SHOWTIME!!』（B'z）
- 4月16日 - 『空に唄えば』（175R）。
- 4月16日 - 『Street Story』（HY）。同アルバムに『AM11:00』収録。
- 4月23日 - 『Believe』（玉置成実）。アニメ『機動戦士ガンダムSEED』の3rdオープニングテーマ。
- 5月7日 - 『LIFE is... 〜another story〜』（平井堅）。TBS系ドラマ『ブラックジャックによろしく』主題歌。
- 5月28日 - 『Together』（EXILE）。 TBS系ドラマ「ホットマン」主題歌。
- 6月18日 - 『JOINT』（RIP SLYME）
- 7月16日 - ORANGE RANGEが2ndシングル『上海ハニー』で大ブレイク。
- 7月16日 - 『夏の思い出』（ケツメイシ）
- 8月16日 - 『ACROSS THE ENDING』（Hawaiian6）。同アルバムに『MAGIC』収録。
- 8月27日 - 『虹/ひまわり/それがすべてさ』（福山雅治）
- 9月3日 - 『Starry Heavens』（day after tomorrow）
- 9月3日 - 『MONSTER TREE』（SHAKALABBITS）
- 9月24日 - 『トワイライト』（GOING UNDER GROUND）
- 9月26日 - 『メリッサ』（ポルノグラフィティ）。アニメ『鋼の錬金術師』オープニングテーマ。
- 9月29日 - 『UNDER MY SKIN』（ART-SCHOOL）
- 10月11日 - THEE MICHELLE GUN ELEPHANTが解散。
- 11月5日 - 『ハイウェイ』（くるり）。映画『ジョゼと虎と魚たち』テーマ曲。
- 11月6日 - 『えりあし』（aiko）
- 11月6日 - 『LØVE 』（中島美嘉）。同アルバムに『雪の華』、『FIND THE WAY』、『Love Addict』収録。
- 11月19日 - 『君繋ファイブエム』（ASIAN KUNG-FU GENERATION）。同アルバムに『未来の破片』、『君という花』収録。
- 11月19日 - 『ザ・グレート・アマチュアリズム』（RHYMESTER）
- 12月17日 - 『Jupiter』（平原綾香）
- 12月17日 - 『さくらんぼ』（大塚愛、2ndシングル）。2004年7月19日には「着うた」史上初の100万ダウンロードを達成した楽曲となった。

### 演劇
歌舞伎
宝塚歌劇団

### 映画
- 1月18日 - 『壬生義士伝』（監督：滝田洋二郎）
- 1月18日 - 『黄泉がえり』（監督：塩田明彦）
- 1月25日 - 『呪怨』（監督：清水崇）
- 5月24日 - 『六月の蛇』（監督：塚本晋也）
- 7月19日 - 『踊る大捜査線 THE MOVIE 2 レインボーブリッジを封鎖せよ!』（監督：本広克行）
- 8月23日 - 『呪怨2』（監督：清水崇）
- 9月6日 - 『座頭市』（監督：北野武）
- 9月13日 - 『ロボコン』（監督：古厩智之）
- 10月25日 - 『赤目四十八瀧心中未遂』（監督：荒戸源次郎）
- 11月8日 - 『阿修羅のごとく』（監督：森田芳光）
- 12月6日 - 『美しい夏キリシマ』（監督：黒木和雄）
- 12月13日 - 『ジョゼと虎と魚たち』（監督：犬童一心）
- 12月13日 - 『ゴジラ×モスラ×メカゴジラ 東京SOS』（監督：手塚昌明）
- 12月20日 - 『アイデン&ティティ』（監督：田口トモロヲ）

### テレビ

#### ドラマ
- 大河ドラマ『武蔵 MUSASHI』
- 1月 - 3月 『GOOD LUCK!!』（TBS系日曜劇場）
- 1月 - 3月 『美女か野獣』（フジテレビ系木曜劇場）
- 1月 - 3月 『いつもふたりで』（フジテレビ系月9）
- 1月 - 3月 『僕の生きる道』（関西テレビ制作・フジテレビ系火10）(主演・草なぎ剛)
- 4月 - 9月 NHK連続テレビ小説『こころ』
- 4月 - 6月 『ブラックジャックによろしく』（TBS系金曜ドラマ）
- 7月 - 9月 『WATER BOYS』（フジテレビ系火9）
- 7月 - 9月 『すいか』（日本テレビ系土曜ドラマ）。ギャラクシー賞優秀賞。向田邦子賞。
- 7月 - 9月 『Dr.コトー診療所』（フジテレビ系木曜劇場）
- 10月 - 12月 『ビギナー』（フジテレビ系月9）
- 10月 - 12月 『マンハッタンラブストーリー』（TBS系木10）
- 10月 - 2004年3月 NHK連続テレビ小説『てるてる家族』
- 10月 - 2004年3月 『白い巨塔』（フジテレビ系木曜劇場）。2005年エランドール賞作品賞 テレビ部門（TVガイド賞）。
- 11月29日・30日 - 『流転の王妃・最後の皇弟』（テレビ朝日開局45周年記念ドラマ）。2004年エランドール賞作品賞 テレビ部門（TVガイド賞）。

#### 特撮
- ウルトラマンコスモスVSウルトラマンジャスティス THE FINAL BATTLE
- ウルトラマンボーイのウルころ
- 仮面ライダー555
  - 劇場版 仮面ライダー555 パラダイス・ロスト
- 爆竜戦隊アバレンジャー
  - 爆竜戦隊アバレンジャー DELUXE アバレサマーはキンキン中!

#### バラエティなど諸分野
- 4月7日 - 『天才てれびくんMAX』放送開始。シリーズ2度目のリニューアルと同時に司会者がTIMに交代（2006年度まで4年間担当）。てれび戦士の新メンバーの内、ド・ランクザン望と前田公輝が加入（いずれも2005年度まで）。
- 4月19日 - 『エンタの神様』放送開始。
- 7月2日 - 『トリビアの泉 〜素晴らしきムダ知識〜』が水曜21時-のゴールデン・全国ネット枠で放送開始。

#### お笑い
コンテスト番組の優勝者
- 上方漫才大賞
  - 横山ホットブラザーズ（ケーエープロダクション）
- NHK上方漫才コンテスト
  - ビッキーズ（吉本興業）
- ABCお笑い新人グランプリ　最優秀新人賞
  - チョップリン（松竹芸能）
- 爆笑オンエアバトル チャンピオン大会（NHK、2002年度）
  - アンジャッシュ（プロダクション人力舎）
- M-1グランプリ（テレビ朝日系）
  - フットボールアワー（吉本興業）

### アニメ
アニメーション映画
- 3月8日 - 「ドラえもん のび太とふしぎ風使い（監督：芝山努）｣
- 4月19日 - 「名探偵コナン 迷宮の十字路」（監督：こだま兼嗣）
- 7月19日 - 「劇場版ポケットモンスター アドバンスジェネレーション 七夜の願い星 ジラーチ	」（監督：湯山邦彦）。「アドバンスジェネレーション」としては最初の映画。
- 11月8日 - 「東京ゴッドファーザーズ」（監督：今敏）。文化庁メディア芸術祭アニメーション部門優秀賞。

テレビアニメ
- 1月10日  - 「超ロボット生命体トランスフォーマー マイクロン伝説」放送開始
- 2月2日 - 「明日のナージャ」放送開始
- 4月 - 「キノの旅」放送開始
- 4月1日 - 「E'S OTHERWISE」放送開始
- 4月3日 - 「D・N・ANGEL」放送開始
- 4月3日 - 「カレイドスター」放送開始
- 4月5日 - 「魔探偵ロキ RAGNAROK」放送開始
- 4月6日 - 「金色のガッシュベル!!」、「アストロボーイ・鉄腕アトム」放送開始
- 4月7日 - 「LAST EXILE」放送開始
- 7月 - 「D.C. 〜ダ・カーポ〜」放送開始
- 8月25日 - 「フルメタル・パニック? ふもっふ」放送開始
- 9月1日 - 「R.O.D -THE TV-」放送開始
- 10月4日 - 「カレイドスター 新たなる翼」、「君が望む永遠」、「鋼の錬金術師」、「プラネテス」放送開始
- 10月6日 - 「ガングレイヴ」放送開始
- 10月8日 - 「GUNSLINGER_GIRL」放送開始
- 10月9日 - 「真月譚 月姫」放送開始
- 10月14日 - 「まぶらほ」放送開始
- 10月16日 - 「無人惑星サヴァイヴ」放送開始

OVA
- 2月5日 - 4月16日  - 「HUNTER×HUNTER GREED ISLAND」

### ゲーム

#### コンピューターゲーム
- 代表作にFFシリーズを持つスクウェアと同じくドラクエシリーズを持つエニックスが4月1日付けで合併し、スクウェア・エニックスとなる。

アーケードゲーム
テレビゲーム
- 2月27日 - サクラ大戦 ～熱き血潮に～、PlayStation 2
- 7月17日 - カプコンがPS2用ソフト『ロックマンX7』を発売。
- 8月29日 - ナムコがニンテンドー ゲームキューブ用『テイルズ オブ シンフォニア』を発売。
- 10月23日 - バンダイがPS2用ソフト『NARUTO -ナルト- ナルティメットヒーロー』を発売。
- 12月30日 - セガがPS2用ソフト『ソニックヒーローズ』を発売。

携帯型ゲーム

## スポーツ

### 総合競技大会
- 第58回国民体育大会（NEW!!わかふじ国体）
- 第3回全国障害者スポーツ大会（わかふじ大会）

### 各競技

#### モータースポーツ
- 全日本選手権フォーミュラ・ニッポン - 本山哲
- 全日本F3選手権 - ジェームス・コートニー
- 全日本GT選手 - 本山哲、ミハエル・クルム

## 誕生

### 1月
- 1月1日 - 西田祥、BUDDiiS
- 1月4日 - 諸橋姫向、元NGT48
- 1月4日 - 小沢大仁、騎手
- 1月7日 - 山田麗華、ファッションモデル、タレント
- 1月9日 - 田中咲帆、CROWN POP
- 1月11日 - 大谷美咲、PiXMiX
- 1月12日 - 本郷柚巴、元NMB48
- 1月12日 - 戸田瑞姫、女子競輪選手
- 1月16日 - 小林樹斗、プロ野球選手
- 1月16日 - 深井ねがい、タレント、元SKE48
- 1月17日 - 有加里ののか、AV女優
- 1月19日 - 佐竹桃華、女優
- 1月20日 - 井手上漠、タレント、モデル
- 1月23日 - 愛宝すず、AV女優
- 1月25日 - 酒井唯菜、女優、タレント、モデル
- 1月26日 - RAKURA、シンガーソングライター
- 1月28日 - 井上朋也、プロ野球選手
- 1月29日 - 平野ひかる、元AKB48
- 1月29日 - 桑木志帆、プロゴルファー
- 1月29日 - 吉田雪乃、スピードスケート選手
- 1月30日 - 菱田海佑香、モデル、元MAGICOUR
- 1月30日 - 村上悠華、AV女優
- 1月31日 - 大島綾華、女流棋士

### 2月
- 2月1日 - 野村実代、SKE48
- 2月5日 - Kōki、ファッションモデル、作曲家
- 2月5日 - 水沢林太郎、俳優、モデル
- 2月5日 - 宮﨑小雪、キックボクサー
- 2月6日 - 巨勢竜也、俳優、映像ディレクター
- 2月6日 - 酒井葉子、舞台女優
- 2月6日 - 入山七菜、タレント
- 2月8日 - 熊谷真里、ファッションモデル
- 2月10日 - 堀ノ内百香、元NMB48
- 2月10日 - 佐々木さき、AV女優
- 2月11日 - 小堀柊、アイドル (OCTPATH)
- 2月12日 - カマラみゆアイダ、Little Glee Monster
- 2月12日 - 荻原詠理、カーリング選手
- 2月15日 - 加藤結李愛、女流将棋棋士
- 2月15日 - 響野こひめ、女優、元PiXMiX
- 2月17日 - 伊藤壮吾、タレント、ダンサー (SUPER★DRAGON)
- 2月17日 - 中嶋優月、櫻坂46
- 2月18日 - 國井勇輝、オートバイレーサー
- 2月18日 - 渡瀬結月、声優
- 2月19日 - 村山優香、女優
- 2月21日 - 岩田陽菜、元STU48
- 2月21日 - 和内璃乃、女優
- 2月21日 - 桐原美月、アイドル (現CANDY TUNE、元リルネード)
- 2月21日 - アイリーン、ファッションモデル
- 2月24日 - 沢口愛華、グラビアアイドル、タレント、女優、元dela
- 2月25日 - 川田歩実、柔道選手
- 2月25日 - 武田智加、HKT48
- 2月26日 - YOSHI、歌手（+ 2022年）
- 2月26日 - 一本鎗希華、女優
- 2月26日 - 山﨑心、モデル、YouTuber、TikToker
- 2月27日 - 田中洸希、俳優、歌手 (SUPER★DRAGON)
- 2月27日 - 田中梨瑚、女優

### 3月
- 3月2日 - 瀧澤翼、俳優、歌手 (円神-エンジン-)
- 3月2日 - 木下桃香、サッカー選手
- 3月2日 - 喉押さえマン、ものまねタレント
- 3月3日 - 岡崎百々子、サポートダンサー (BABYMETAL)、モデル、女優、元さくら学院
- 3月3日 - 逢沢みゆ、AV女優
- 3月3日 - 柴田柚菜、乃木坂46
- 3月3日 - 斎藤愛莉、女優
- 3月4日 - 小山璃奈、ファッションモデル、元マジカル・パンチライン
- 3月7日 - 内村颯太、ジャニーズJr. (少年忍者)
- 3月8日 - 芦川うらら、体操競技選手
- 3月10日 - 吉田美月喜、女優、モデル
- 3月11日 - 門脇実優菜、元STU48
- 3月11日 - 小泉光咲、俳優、歌手 (原因は自分にある。)
- 3月12日 - 小松穂葉、女優
- 3月13日 - 茜空、ukka
- 3月17日 - 中西アルノ、乃木坂46
- 3月18日 - 久保田真知子、スキージャンプ選手
- 3月19日 - 秋田汐梨、ファッションモデル、女優
- 3月19日 - 吉井乃歌、女優
- 3月22日 - 川本光貴、俳優
- 3月23日 - 尾﨑野乃香、レスリング選手
- 3月25日 - 小深田大地、プロ野球選手
- 3月25日 - 不破聖衣来、陸上競技選手
- 3月28日 - 石川翔鈴、女優、インフルエンサー
- 3月28日 - 佐久良咲希、AV女優
- 3月30日 - 村上和叶、元HKT48
- 3月31日 - 根本悠楓、プロ野球選手
- 3月31日 - 町田穂花、元ラストアイドル

### 4月
- 4月2日 - 小浜桃奈、Shibu3 project、モデル
- 4月4日 - 黒坂莉那、元ファッションモデル
- 4月5日 - 石田隼都、プロ野球選手
- 4月6日 - 森田愛生、女優、元FAVO♡
- 4月9日 - 小澤愛実、≒JOY、元ラストアイドル
- 4月9日 - 小園健太、プロ野球選手
- 4月9日 - 結城りな、ukka
- 4月10日 - 国本梨紗、タレント、女優
- 4月17日 - 川﨑桜、乃木坂46
- 4月17日 - 森木大智、プロ野球選手
- 4月18日 - 桜井美里、タレント、女優、元ukka
- 4月18日 - 鶴屋美咲、女優、歌手 (Girls2)、ダンサー
- 4月19日 - 西村拓哉、ジャニーズJr. (Lil かんさい)
- 4月19日 - 土師野隆之介、俳優
- 4月19日 - 早河ルカ、モデル
- 4月23日 - 三阪咲、シンガーソングライター
- 4月23日 - 椿三期、ドラマー、作曲家
- 4月23日 - 川越にこ、AV女優
- 4月24日 - 星いぶき、プロレスラー
- 4月25日 - 福島蓮、プロ野球選手
- 4月26日 - 岩崎春果、原宿駅前パーティーズ (ふわふわ)
- 4月27日 - 柊宇咲、アイドル (＃ババババンビ)
- 4月28日 - 加藤晴空、プロ野球選手
- 4月29日 - 秋山正雲、プロ野球選手
- 4月29日 - 鎌田彩樺、女優
- 4月29日 - 愛い姫、プロレスラー、元子役
- 4月30日 - 小森航大郎、プロ野球選手
- 4月30日 - 松木玖生、サッカー選手

### 5月
- 5月1日 - 川﨑春花、プロゴルファー
- 5月2日 - 相川くるみ、女優、元FAVO♡
- 5月3日 - ヴァサイェガ渉、ジャニーズJr.（少年忍者）
- 5月3日 - 畔柳亨丞、プロ野球選手
- 5月4日 - 鈴木優愛、グラビアアイドル、タレント
- 5月5日 - 鍵山優真、フィギュアスケート選手
- 5月8日 - 尾木波菜、≠ME
- 5月9日 - 奥村梨穂、グラビアアイドル
- 5月14日 - 泉舞子、グラビアアイドル
- 5月16日 - エマ・バーンズ、歌手 (821)、女優、ファッションモデル
- 5月16日 - 黒嵜菜々子、アイドル
- 5月17日 - 鎌田らい樹、女優
- 5月18日 - 野島透也、俳優、声優
- 5月18日 - 前川右京、プロ野球選手
- 5月19日 - 菱川花菜、声優
- 5月20日 - 山下葉留花、日向坂46
- 5月20日 - 広瀬愛菜、アイドル、歌手
- 5月21日 - 有薗直輝、プロ野球選手
- 5月21日 - SASUKE、トラックメイカー
- 5月21日 - 角田大河、騎手
- 5月23日 - 高鶴桃羽、バレリーナ、女優
- 5月24日 - 一ノ瀬美空、乃木坂46
- 5月26日 - 増田彩乃、モデル、アイドル（CUTIE STREET、元A♡Z、元Lapilaz）
- 5月28日 - 遠藤史人、俳優
- 5月28日 - 咲田ゆな、タレント、グラビアアイドル
- 5月28日 - 大津綾也、プロ野球選手
- 5月30日 - 藤川らるむ、モデル、映画評論家

### 6月
- 6月1日 - 高沢朋花、タレント、元NGT48
- 6月1日 - 新倉愛海、アップアップガールズ（2）
- 6月1日 - 松谷綺、キックボクサー
- 6月1日 - 三木つばき、スノーボード選手
- 6月2日 - 池田彪馬、俳優、歌手 (SUPER★DRAGON)
- 6月2日 - 望月慎太郎、テニス選手
- 6月3日 - 大白桃子、アイドル、グラビアアイドル
- 6月7日 - 西田汐里、BEYOOOOONDS
- 6月11日 - 加部亜門、俳優
- 6月14日 - 染谷莉亜奈、モデル
- 6月14日 - 中村守里、女優、元ラストアイドル
- 6月14日 - 味谷大誠、プロ野球選手
- 6月15日 - 谷川亜華葉、競泳選手
- 6月16日 - 尾関彩美悠、プロゴルファー
- 6月18日 - 高橋萌衣、タレント
- 6月18日 - 広本瑠璃、OCHA NORMA
- 6月20日 - アヤカ、NiziU
- 6月20日 - マジシャンMH、マジシャン
- 6月21日 - 前野えま、女優、元ミラクルキャンディーベリー、元FAVO♡
- 6月22日 - 吉瀬真珠、いぎなり東北産
- 6月23日 - 多田七帆、タレント
- 6月24日 - 石川古都、女優、元FAVO♡
- 6月24日 - 阪口樂、プロ野球選手
- 6月24日 - 多田成美、女優、ファッションモデル
- 6月25日 - 花田侑樹、プロ野球選手
- 6月27日 ‐ 張本智和、卓球選手
- 6月27日 - ラウール、SnowMan
- 6月28日 - 橋本桃呼、高嶺のなでしこ、元ラストアイドル
- 6月28日 - 新居歩美、アイドル、元アキシブproject
- 6月29日 - 鈴木遥夏、元ラストアイドル

### 7月
- 7月1日 - ペイトン尚未、声優、元アイドルING!!!
- 7月1日 - 松浦慶斗、プロ野球選手
- 7月5日 - 加藤乃愛、YouTube
- 7月6日 - 齊藤なぎさ、元=LOVE、タレント
- 7月8日 - 吉澤悠華、マジカル・パンチライン
- 7月8日 - 琴栄峰央起、大相撲力士
- 7月10日 - 里仲菜月、Task have Fun
- 7月10日 - 堀川桃香、スピードスケート選手
- 7月10日 - 水上凜巳花、元HKT48
- 7月12日 - 吉澤要人、俳優、歌手 (原因は自分にある。)
- 7月13日 - 柏木こなつ、AV女優
- 7月14日 - 宇都宮未来、元ザ・コインロッカーズ
- 7月14日 - 藤本哉汰、俳優
- 7月15日 - 諭吉佳作/men、シンガーソングライター
- 7月16日 - 長野凌大、俳優、歌手 (原因は自分にある。)
- 7月18日 - 金戸凜、飛込競技選手
- 7月18日 - 牧浦乙葵、女優、元PiXMiX
- 7月20日 - 新谷ゆづみ、女優、元さくら学院、元Ciào Smiles
- 7月21日 - 松村キサラ、モデル、女優
- 7月21日 - RUANN、シンガーソングライター
- 7月21日 - 加藤洸稀、プロ野球選手
- 7月24日 - 北村來嶺彩、歌手
- 7月24日 - 小谷皐月、モデル
- 7月25日 - 庵原涼香、女優
- 7月25日 - 栁田大輝、陸上競技選手
- 7月26日 - 水野遥香、グラビアアイドル
- 7月28日 - 小出夏花、歌手
- 7月30日 - 河西結心、つばきファクトリー
- 7月31日 - 平尾帆夏、日向坂46

### 8月
- 8月1日 - 江口紗耶、BEYOOOOONDS
- 8月1日 - 鬼頭未来、元SKE48
- 8月1日 - 清宮レイ、元乃木坂46
- 8月1日 - 吉井虹、大相撲力士
- 8月2日 - 藤本沙羅、女優
- 8月3日 - 佐藤美波、元AKB48
- 8月3日 - 嶋﨑斗亜、ジャニーズJr. (Lil かんさい)
- 8月4日 - 野原未蘭、女流将棋棋士
- 8月5日 - 飯沼愛、女優
- 8月7日 - 梅山恋和、元NMB48
- 8月8日 - 木村伊吹、歌手 (Team Mecury From Zero PLANET)、モデル
- 8月9日 - 信濃宙花、STU48
- 8月12日 - 髙木翔斗、プロ野球選手
- 8月13日 - 金子みゆ、元LinQ、TikToker
- 8月15日 - 住吉りをん、フィギュアスケート選手
- 8月17日 - 中野伸哉、サッカー選手
- 8月17日 - 大河原翔、元プロ野球選手
- 8月17日 - 緑川希星、タレント、レースクイーン
- 8月19日 - 増田來亜、女優、歌手 (Girls2)、ダンサー
- 8月21日 - 市原愛弓、≒JOY、元STU48
- 8月21日 - 古川夏凪、元AKB48
- 8月22日 - 伯桜鵬哲也、大相撲力士
- 8月22日 - 若ノ勝栄道、大相撲力士
- 8月24日 - 池田陵真、プロ野球選手
- 8月25日 - 田村俊介、プロ野球選手
- 8月26日 - 原菜乃華、女優、元子役
- 8月27日 - こまいぬ。、歌い手
- 8月29日 - 宮野陽名、ファッションモデル、女優

### 9月
- 9月1日 - 華蓮DATE、格闘家
- 9月1日 - 久保舜斗、BE:FIRST
- 9月3日 - 安藤優作、プロアイスホッケー選手
- 9月4日 - 青木勇貴斗、スケートボード選手
- 9月4日 - 山本姫香、ファッションモデル、グラビアモデル
- 9月6日 - 吉田唄菜、フィギュアスケート選手
- 9月6日 - 夏目ここな、声優
- 9月6日 - 山下未愛、タレント
- 9月8日 - 代木大和、プロ野球選手
- 9月10日 - 石川雷蔵、俳優
- 9月12日 - 木村大成、プロ野球選手
- 9月12日 - 梶谷翼、アマチュアゴルファー
- 9月14日 - 今村麻莉愛、HKT48
- 9月14日 - 矢島名月、タレント
- 9月16日 - 最上真凪、夢みるアドレセンス
- 9月17日 - 森秋彩、フリークライマー
- 9月19日 - 八木栞、つばきファクトリー
- 9月20日 - 奥平大兼、俳優
- 9月24日 - 涼雅、モデル、レースクイーン
- 9月25日 - 豊島心桜、女優、タレント、グラビアアイドル
- 9月27日 - 髙橋未来虹、日向坂46

### 10月
- 10月1日 - 藤本リリー、ファッションモデル
- 10月2日 - 林瑠奈、乃木坂46
- 10月2日 - 檜山光成、ジャニーズJr. (少年忍者)
- 10月3日 - 窪塚愛流、俳優
- 10月5日 - 藤原大祐、俳優
- 10月6日 - 片岡凜、女優
- 10月6日 - 大辻理紀、大相撲力士
- 10月7日 - 小林蘭、元AKB48
- 10月9日 - 雨宮凜々子、タレント
- 10月11日 - 石黒友月、SKE48
- 10月11日 - 風間球打、プロ野球選手
- 10月11日 - 星月梨杏、タレント
- 10月17日 - 鈴木るりか、小説家
- 10月18日 - 中西花、フリーアナウンサー、タレント
- 10月18日 - 屋敷優成、サッカー選手
- 10月20日 - 松川虎生、プロ野球選手
- 10月20日 - 朝比奈あずさ、女子バスケットボール選手
- 10月21日 - 太田遥香、歌手、元アンジュルム
- 10月21日 - 橘花怜、いぎなり東北産、元SCK GIRLS
- 10月21日 - 柚来しいな、タレント、女優
- 10月22日 - 相川暖花、SKE48
- 10月22日 - 笠原桃奈、ME:I、元アンジュルム
- 10月22日 - 福留光帆、タレント、元AKB48
- 10月23日 - 井本彩花、女優、モデル
- 10月24日 - 伊藤優絵瑠、元HKT48
- 10月24日 - 中井卓大、サッカー選手
- 10月25日 - 西川怜、元AKB48
- 10月27日 - 織山尚大、ジャニーズJr.（少年忍者）
- 10月27日 - 千葉恵里、AKB48
- 10月27日 - 吉野創士、プロ野球選手
- 10月28日 - 田原遥菜
- 10月30日 - 兼行凜、女優、タレント

### 11月
- 11月1日 - ピンクレディ、アイドル（りんご娘）
- 11月2日 - 市川優月、AMEFURASSHI、元浪江女子発組合
- 11月2日 - 竹山日向、プロ野球選手
- 11月5日 - ナルハワールド、GO TO THE BEDS
- 11月5日 - 深沢鳳介、プロ野球選手
- 11月5日 - 宮津航一、「ふるさと元気子ども食堂」代表
- 11月6日 - 星谷美来、高嶺のなでしこ
- 11月6日 - 山崎琢磨、プロ野球選手
- 11月9日 - 長尾しおり、元SUPER☆GiRLS
- 11月10日 - 浅井裕華、SKE48
- 11月11日 - 泰勝利、プロ野球選手
- 11月11日 - 藤波朱理、レスリング選手
- 11月12日 - 榊菜吟、女流棋士
- 11月13日 - マユカ、NiziU
- 11月15日 - 延命杏咲実、フリーアナウンサー、タレント、元子役、元ラストアイドル
- 11月18日 - 奥原妃奈子、元AKB48
- 11月18日 - 小高サラ、女優、元ときめき♡宣伝部
- 11月19日 - 竹内月音、ナナランド、元ザ・コインロッカーズ
- 11月19日 - 前田銀治、プロ野球選手
- 11月20日 - 久保怜音、元AKB48
- 11月20日 - 今牧輝琉、俳優
- 11月21日 - 猪子れいあ、グラビアアイドル、元ラストアイドル
- 11月21日 - 高橋アリス、キックボクサー、ファッションモデル
- 11月24日 - 柳本幸之介、競泳選手
- 11月26日 - 櫻井梨子、スキージャンプ選手
- 11月28日 - 甲斐心愛、KLP48、元STU48
- 11月28日 - 今村聖奈、騎手
- 11月30日 - 瀬戸ももあ、モデル
- 11月30日 - 野村康太、俳優

### 12月
- 12月1日 - 日髙麻鈴、女優、元さくら学院
- 12月1日 - 星野真生、プロ野球選手
- 12月5日 - 奥田こころ、女優、元子役
- 12月5日 - 鈴木杏奈、声優、歌手
- 12月6日 - 川名凜、アンジュルム
- 12月8日 - 沢村りさ、Lily of the valley
- 12月8日 - 宮田くるみ、iSPY、元Ciào Smiles/キャンディzoo
- 12月8日 - AKARI、キックボクサー
- 12月10日 - 川又優菜、STU48
- 12月10日 - 山﨑光、子役、タレント
- 12月12日 - 田口愛佳、AKB48
- 12月16日 - 桐島十和子、PiXMiX
- 12月17日 - 岡本姫奈、乃木坂46
- 12月21日 - うたな、ファッションモデル、タレント
- 12月23日 - 有澤一華、Juice=Juice
- 12月23日 - 篠塚大登、卓球選手
- 12月24日 - 田鍋梨々花、モデル、女優
- 12月24日 - 田野憂、AV女優
- 12月25日 - 立花明音、タレント、元ザ・コインロッカーズ
- 12月25日 - 羽田慎之介、プロ野球選手
- 12月25日 - 城月菜央、高嶺のなでしこ
- 12月28日 - 鈴木恋奈、SKE48
- 12月28日 - 山本琉愛、元ラストアイドル
- 12月28日 - 藤岡真威人、俳優、モデル
- 12月30日 - 野谷ひまり、声優
- 12月31日 - 糸瀬七葉、女優

### 人物以外
- 10月10日 - カイくん、タレント犬 （* 2018年）

## 死去
- 10月10日 - 日本産のトキの最後の個体、キンが死亡した。

### 日付不詳
- 渡辺光子、歌手（* 1906年）